# 富格拉菲厄泽
富格拉菲厄泽是法罗群岛东岛上的市镇及同名村庄。2021年1月时市镇人口数量为1,573人，其中1,561人住在同名村庄里。
该村庄位于海湾的岸边，并延伸至陡峭的山坡上。村中心位于海港旁边，商店和服务集中于此。富格拉菲厄泽港口非常繁忙，村庄的经济基于鱼肉加工和魚粉。
富格拉菲厄泽也因其新近发展的文化中心而闻名，并成为东岛上的主要文化景点之一。

## 体育
本地的足球俱乐部为IF富格拉菲厄泽。

## 友好城市
富格拉菲厄泽与下列城市结为友城关系：
- 丹麦奥尔堡
- 冰島胡萨维克
- 格陵兰伊卢利萨特

## 图集

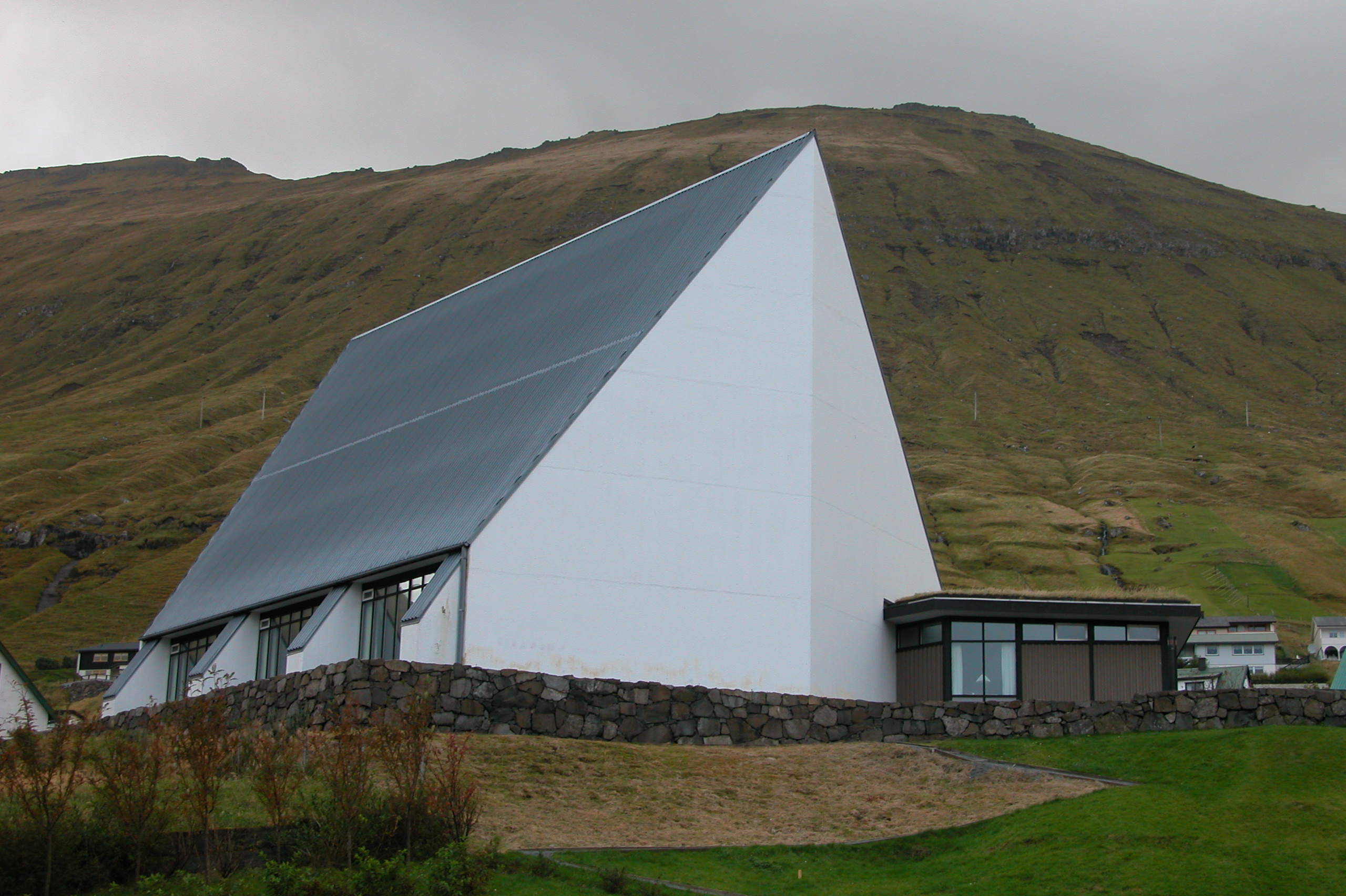
富格拉菲厄泽教堂
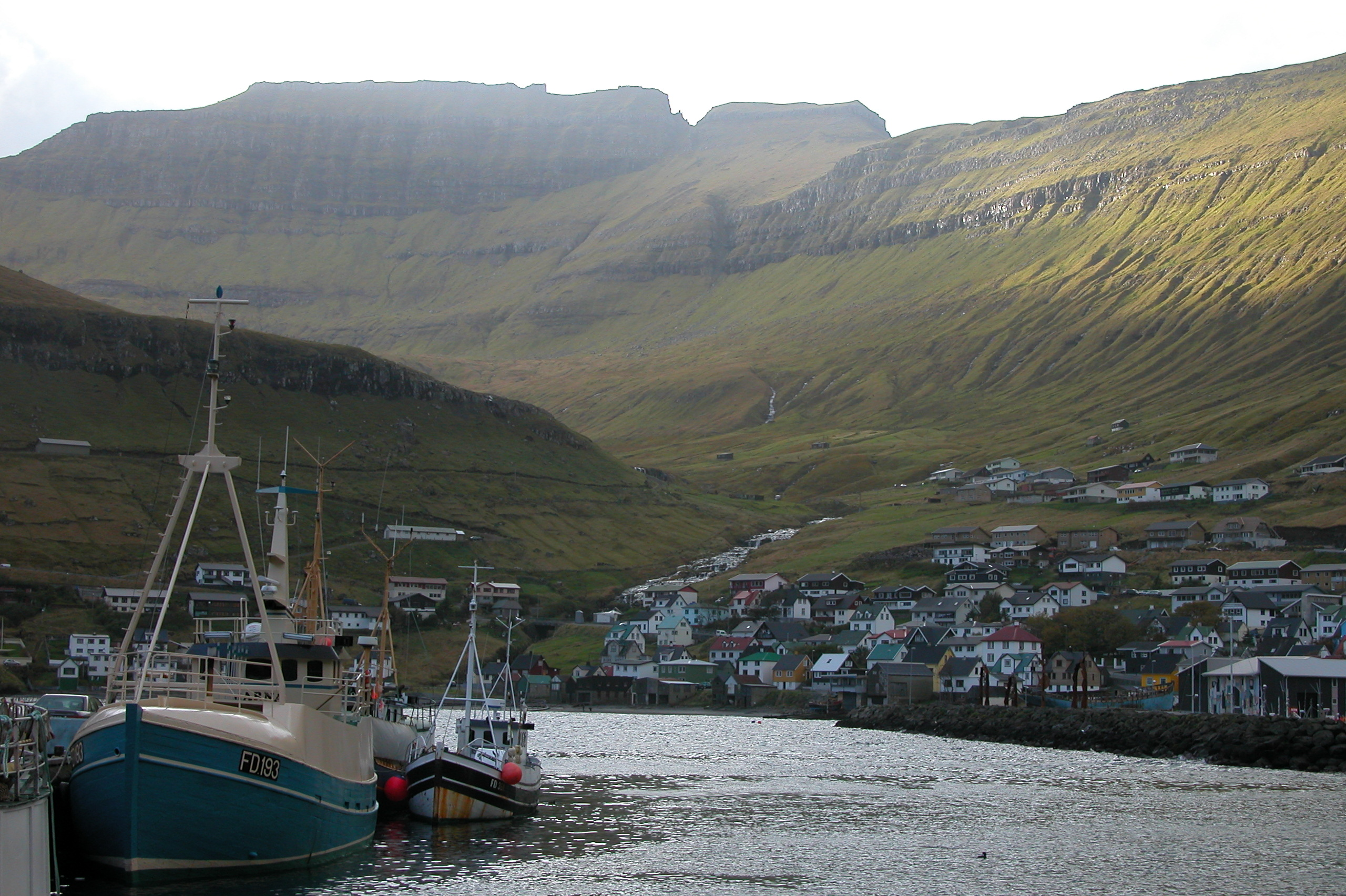
港口
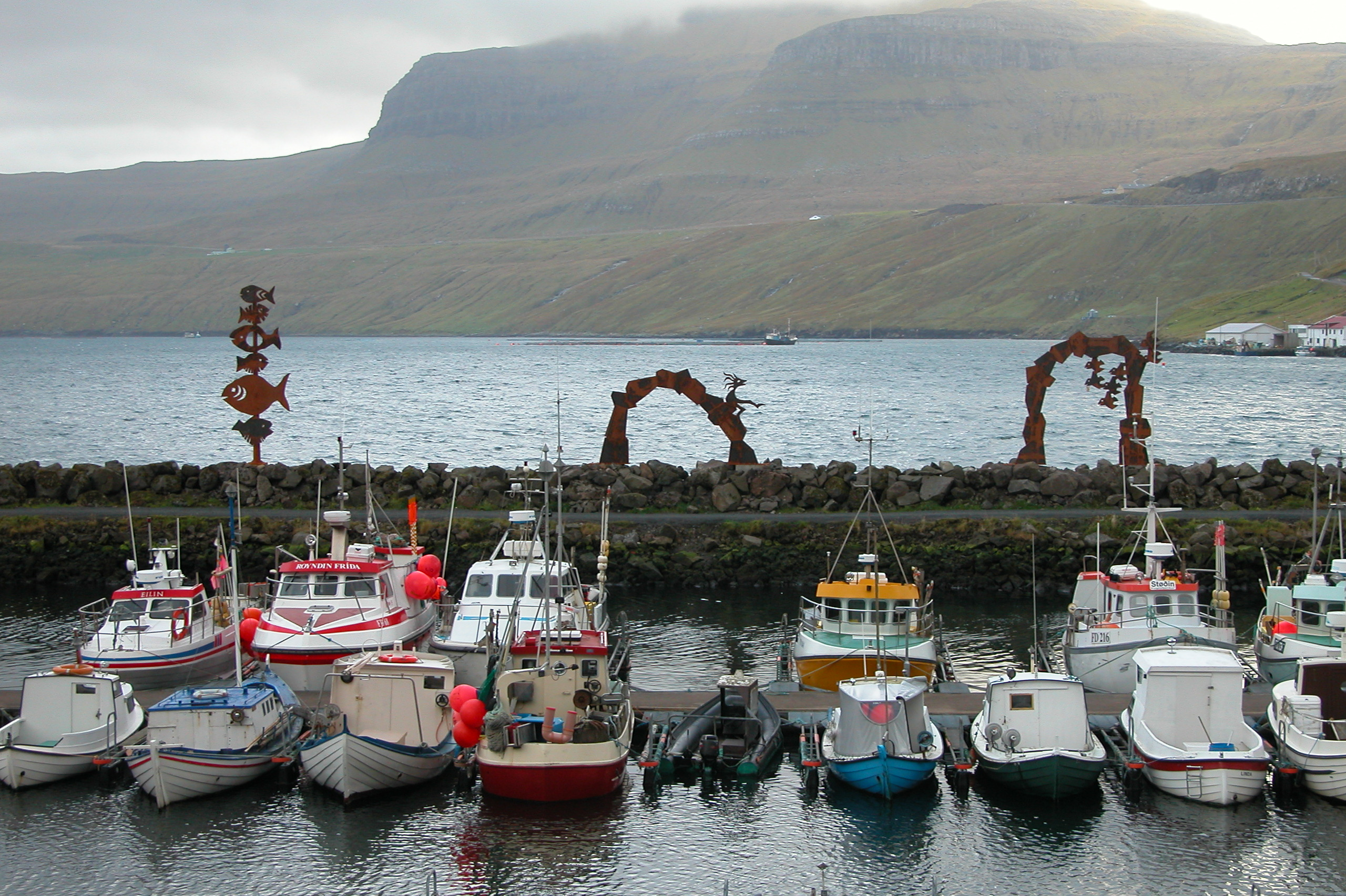
港口里的渔船
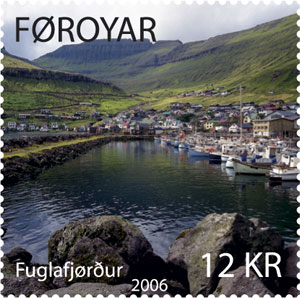
2006年发行的邮票